# Mount Minto, Nunavut
Mount Minto är ett berg i Kanada.   Det ligger i territoriet Nunavut, i den östra delen av landet, 2 100 km norr om huvudstaden Ottawa. Toppen på Mount Minto är 213 meter över havet.
Terrängen runt Mount Minto är platt åt sydost, men åt nordväst är den kuperad. Trakten runt Mount Minto är nära nog obefolkad, med mindre än två invånare per kvadratkilometer.. Det finns inga samhällen i närheten.
Omgivningarna runt Mount Minto är i huvudsak ett öppet busklandskap.